# Council on Tall Buildings and Urban Habitat
Le Council on Tall Buildings and Urban Habitat (en français « Conseil sur les grands immeubles et l'habitat urbain »), connu sous l'acronyme CTBUH, est une organisation non gouvernementale internationale dans le domaine des immeubles en hauteur et du design urbain durable. Basée à l'Institut de technologie de l'Illinois à Chicago, le CTBUH décerne le titre du « Plus haut immeuble au monde » et constitue une référence sur la hauteur des grands immeubles. Sa mission officielle est d'étudier et de faire rapport « sur tous les aspects de la planification, du design, et de la construction des grands immeubles ».  L'organisation a été fondée en 1969 à l'université Lehigh, à Bethlehem (Pennsylvanie), et elle y est demeurée jusqu'en octobre 2003, date de son déménagement à l'Institut de technologie de l'Illinois.
Le siège social du CTBUH se trouve au 104 South Michigan Avenue dans le Monroe Building à Chicago.

## Classement des grands immeubles
Le CTBUH utilise quatre méthodes pour classer les immeubles par hauteur :
- 1. Jusqu'au sommet de l'immeuble : C'est le principal critère de classement. La mesure part du trottoir et va jusqu'au sommet de l'immeuble incluant les flèches mais excluant les éléments tels que mâts de drapeaux et antennes.
- 2. Jusqu'à l'étage le plus haut : La hauteur jusqu'au plancher de l'étage le plus élevé de l'immeuble.
- 3. Jusqu'au toit : La hauteur jusqu'au sommet du toit.
- 4. Jusqu'au sommet de toute structure : La hauteur jusqu'au sommet de toute structure, flèche, pinacle, antenne, mât, etc.

### Base de données
Le CTBUH compile une base de données extensive sur les plus hauts immeubles dans le monde, classés en diverses catégories. Les immeubles en construction sont aussi inclus, même s'ils ne sont classés que lorsque terminés. Le CTBUH produit aussi une liste annuelle des dix plus hauts édifices terminés durant l'année. Au sommet de la liste de 2007, le Rose Tower à Dubaï, haut de 333 mètres, qui est aussi le plus haut immeuble du monde exclusivement consacré à l'hôtellerie  
Le second en 2007 était le New York Times Building de 319 m. Le troisième était le China International Center (Tour B) à Guangzhou qui s'élève à 269 m, et le quatrième, le Naberezhnaya Tower C à Moscou, haut de 268 m.

## Événements
Le CTBUH est l'hôte de conférences annuelles et d'un congrès mondial tous les trois à cinq ans. Le plus récent s'est tenu à Dubaï du 3 au 5 mars 2008 et a reçu des délégués de 43 pays.
Le CTBUH décerne aussi chaque année les Tall Building Awards avec quatre prix régionaux allant aux Amérique, à l'Europe, à l'Afrique et à l'Asie (et l'Australie). Parmi ces récipiendaires régionaux, on décerne le Best Tall Building Award Overall (Prix du meilleur grand immeuble). Il y a aussi deux prix pour les réalisations à vie.

## Publications
En plus de sa circulaire mensuelle et d'une mise à jour quotidienne de ses archives globales, le CTBUH publie son CTBUH Journal tri-annuel. Il inclut des articles révisés par les pairs, des études de cas de projets, des comptes-rendus de livres, des entrevues avec des personnalités du milieu de la construction de grands immeubles, etc.
Le CTBUH publie aussi des guides, manuels de référence, et monographies reliées à l'industrie des grands immeubles. En 2006, il a publié le livre 101 of the World’s Tallest Buildings en collaboration avec Georges Binder, auteur et membre du CTBUH, un manuel de référence sur 101 des plus grands gratte-ciel du monde. Il présente des photos, des plans, des données sur les architectes, ingénieurs et propriétaires, ainsi que les données techniques complètes sur chaque immeuble.

## Recherche
Le CTBUH travaille avec des institutions d’enseignement du monde entier dans des projets de recherche liés au design des grands immeubles.